# Qualifications à la Coupe d'Afrique des nations de football 1972
Pour un article plus général, voir Coupe d'Afrique des nations de football 1972.
Cet article présente la phase qualificative à la Coupe d'Afrique des nations 1972.
Six billets sont à distribuer aux vingt-quatre pays participant à ces qualifications. Le Cameroun, l'organisateur du tournoi et le Soudan, tenant du titre, sont exempts de ces joutes.
Les éliminatoires sont organisées en deux tours qui voient s'affronter des équipes en matchs aller-retour à élimination directe. L'Afrique du Sud est toujours au ban du football international du fait de sa politique d'apartheid. La République démocratique du Congo termine la phase qualificative sous le nom de Zaïre en raison d’un changement de régime.

## Résultats

### Premier tour
| Équipe 1              | Résultat     | Équipe 2                         | Aller | Retour |
| --------------------- | ------------ | -------------------------------- | ----- | ------ |
| Algérie               | 3 - 4        | Maroc                            | 3 - 1 | 0 - 3  |
| République arabe unie | 3 - 1        | Libye                            | 2 - 1 | 1 - 0  |
| Éthiopie              | 0 - 3        | Kenya                            | 0 - 1 | 0 - 2  |
| Gabon                 | 1 - 3        | Côte d'Ivoire                    | 1 - 2 | 0 - 1  |
| Ghana                 | Q. - forfait | Haute-Volta                      | -     | -      |
| Guinée                | 1 - 0        | Sénégal                          | 1 - 0 | 0 - 0  |
| Madagascar            | 3 - 5        | Maurice                          | 2 - 1 | 1 - 4  |
| Niger                 | 1 - 4        | Mali                             | 0 - 1 | 1 - 3  |
| Nigeria               | 1 - 2        | Congo                            | 0 - 0 | 1 - 2  |
| Tanzanie              | 2 - 6        | Zambie                           | 1 - 1 | 1 - 5  |
| Togo                  | 2 - 1        | Dahomey                          | 2 - 1 | 0 - 0  |
| Ouganda               | 1 - 5        | République démocratique du Congo | 1 - 4 | 0 - 1  |

### Deuxième tour
| Équipe 1      | Résultat | Équipe 2              | Aller | Retour |
| ------------- | -------- | --------------------- | ----- | ------ |
| Togo          | 1 - 0    | Ghana                 | 0 - 0 | 1 - 0  |
| Maroc         | 5 - 3    | République arabe unie | 3 - 0 | 2 - 3  |
| Kenya         | 2 - 1    | Maurice               | 2 - 1 | 0 - 0  |
| Guinée        | 1 - 3    | Mali                  | 0 - 0 | 1 - 3  |
| Côte d'Ivoire | 3 - 4    | Congo                 | 3 - 2 | 0 - 2  |
| Zambie        | 2 - 4    | Zaïre                 | 2 - 1 | 0 - 3  |

## Qualifiés
- Soudan (champion d'Afrique en titre)
- Cameroun (pays organisateur)
- Togo
- Kenya
- Maroc
- Zaïre
- Mali
- Congo